# Actephila aurantiaca
Actephila aurantiaca är en emblikaväxtart som beskrevs av Henry Nicholas Ridley. Actephila aurantiaca ingår i släktet Actephila och familjen emblikaväxter. Inga underarter finns listade i Catalogue of Life.